# Stanovništvo Filipina
Stanovništvo Filipina koncentrirano je u gradovima kao i u ruralnim područjima. Manila i Quezon City najnaseljeniji su gradovi u zemlji. Godišnja stopa rasta stanovništva Filipina između 2015. i 2020. iznosila je 1,63 %. Prema popisu stanovništva iz 2020. godine, Filipini imaju 109,035.343 stanovnika. Prvi popis stanovništva na Filipinima održan je 1591. godine, koji je brojao 667,612 stanovnika.
Većina Filipinaca nizinski su Austronežani, dok Aeti (Negrito), kao i druge planinske skupine čine manjinu. Autohtono stanovništvo povezano je s autohtonim stanovništvom Malajskog arhipelaga. Neke etničke skupine koje su bile na Filipinima stoljećima prije španjolske i američke kolonijalne vladavine asimilirale su se ili izmiješale. Oko 600,000 Filipinaca živi u Sjedinjenim Američkim Državama. Predstavljaju 0,56% ukupnog stanovništva. Etničke skupine na Filipinima uključuju: Arape, Japance, Han Kineze i Indijce koji čine dio stanovništva.
Najčešće govoreni autohtoni jezici su: tagaloški i cebuano, s 23,8 milijuna, odnosno 16 milijuna govornika. Drugih 11 autohtonih jezika ima najmanje milijun izvornih govornika: ilocano, hiligaynon, waray, razni bikolski jezici, kapampangan, pangasinan, maranao, maguindanao, kinaray-a, zamboangueño i tausug. Jedan ili više njih govori kao materinji jezik više od 93% stanovništva. Filipinski i engleski službeni su jezici, ali postoji između 120 i 170 različitih autohtonih filipinskih jezika (ovisno o klasifikaciji stručnjaka).